# Fort Wola
Fort Wola – centrum handlowe znajdujące się przy ul. Połczyńskiej 4 na warszawskiej Woli, działające w latach 2001–2017, a następnie od lutego 2023.

## Opis

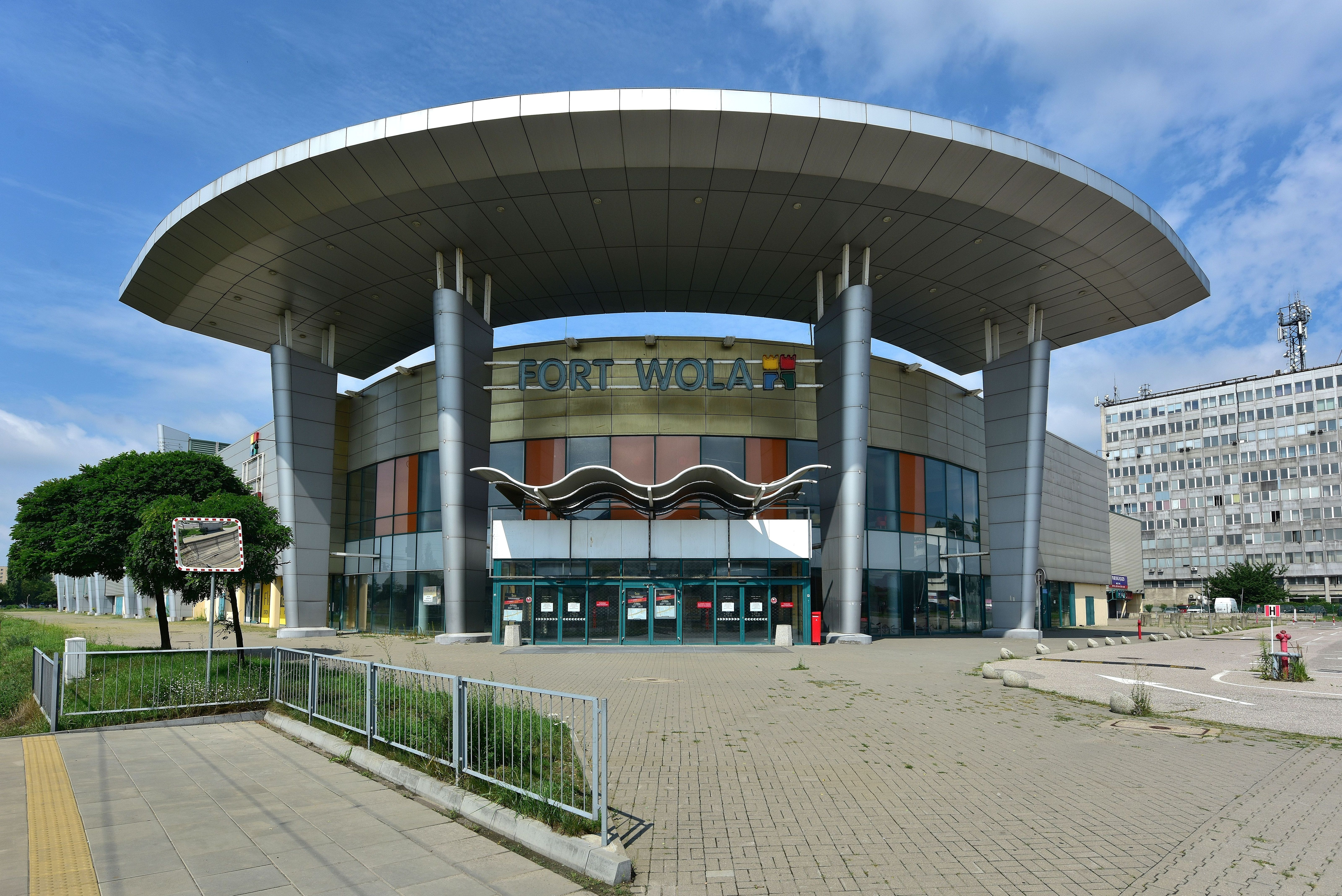
Fort Wola (2018)

Centrum powstało na początku 2001 jako centrum handlowe tzw. pierwszej generacji, otwarto je w październiku tego samego roku. Do października 2006 większość obiektu zajmował hipermarket Géant, a następnie Real, który w 2016 został zastąpiony przez Auchan. Centrum posiadało 30 000 m² powierzchni handlowej, w tym 20 500 m² powierzchni najmu brutto.
W maju 2017 centrum handlowe zostało zamknięte. Według pierwotnych planów centrum miało zostać rozbudowane, zmienić nazwę na Galeria na Woli i mieścić sklep meblowy sieci Ikea. W 2021 ogłoszono, że te plany nie są już aktualne i rozpoczęto prace nad poszukiwaniem innego głównego najemcy.
Przebudowa centrum rozpoczęła się w 2022, a działalność została wznowiona 16 lutego 2023. Docelowo w obiekcie ma się znajdować ok. 40 lokali usługowych, handlowych i gastronomicznych.